# Storie di donne morte ammazzate
Storie di donne morte ammazzate (Allegra barbarie) è uno spettacolo teatrale tratto dall'omonimo format ideato e scritto da Betta Cianchini, curato nella regia da Alessandro Machìa. L'autrice ha steso i testi basandosi sullo studio di oltre duecento storie vere di donne vittime di violenza e soprusi da parte dell'altro sesso. Dal desiderio di contribuire a fermare questo fenomeno, innalzando anzitutto i livelli di attenzione della società e delle istituzioni, parte il progetto di informazione e di sensibilizzazione sociale di Storie di donne.
Composto a partire dall'estate del 2012, lo spettacolo è andato in scena a Roma per la prima volta nell'ottobre 2013..

## Struttura
L'opera è strutturata in forma di monologo drammatico, suddivisa in dodici atti (instant plays) con protagonisti femminili e maschili che raccontano altrettante storie incentrate sul tema della violenza dell'uomo sulla donna, ambientate in contesti sociali, economici e culturali differenti. Le storie, unite dal comune denominatore della violenza di genere, sono narrate con registro ironico, cinico e grottesco e si concludono tutte con il medesimo tragico finale femminicida. Già nel 2011 la Cianchini studiava la correlazione fra i pregiudizi sull'omosessualità femminile e la violenza contro le donne. L'interesse per quest'ultimo fenomeno ha portato l'autrice a raccogliere numerosi pensieri e riflessioni sull'argomento, intervistando per strada soprattutto giovani ragazze e ragazzi, e a scrivere tutto il testo teatrale.
Ciascuna delle dodici storie non costituisce la mera narrazione d'un singolo fatto di cronaca, perché raccontare la crudeltà del fenomeno rischierebbe di abusare una vita che già di suo è stata intrisa di soprusi e dolorosa profanazione. Ogni storia in scena è, pertanto, il puzzle di tante storie quotidiane che hanno alle origini le medesime violente dinamiche culturali, psicologiche ed emotive, assurgendo come tale a paradigma di una particolare condizione umana di dolore e di sofferenza.
Lo spettacolo teatrale rappresenta, inoltre, un tentativo di approfondire, al di là di ogni banale moralismo o facile psicologismo, il mistero insondabile e nero dell'uomo, del maschio che uccide.

## Accoglienza del pubblico
Lo spettacolo è andato in scena per la prima volta il 7 ottobre 2013 presso il "Teatro Lo Spazio" di Roma, nell'ambito di una maratona teatrale conclusasi il 13 ottobre con la "Notte Rossa" contro il femminicidio, evento tenuto in contemporanea in diverse città italiane (Napoli, Cosenza, Caserta, Rieti, Udine e Milano, ma anche a Los Angeles e New York) allo scopo di attrarre l'attenzione dell'opinione pubblica sui temi della violenza domestica e della violenza contro le donne.

## Premi e riconoscimenti
- XIX Premio Nazionale Paolo Borsellino (2014)[5]